# دوت تونس
.تونس أو دوت تونس، أو نقطة تونس، هو رمز نطاق بلد المستوى الأعلى (رموز النطاقات العليا) بالأبجدية العربية لتونس. الرمز اللاتيني لتونس هو .tn. وتصرف الوكالة التونسية للإنترنت في هذا النطاق منذ عام 2011.

## اقرأ أيضا
- إيزو 3166
- .tn

## وصلات خارجية
- الوكالة التونسية للإنترنت